# Mois parfait
| Février |     |    |    |    |    |    |    |
| Sem     | Lu  | Ma | Me | Je | Ve | Sa | Di |
| 5       | 1er | 2  | 3  | 4  | 5  | 6  | 7  |
| 6       | 8   | 9  | 10 | 11 | 12 | 13 | 14 |
| 7       | 15  | 16 | 17 | 18 | 19 | 20 | 21 |
| 8       | 22  | 23 | 24 | 25 | 26 | 27 | 28 |

Un mois parfait désigne un mois qui commence par un lundi et s'achève par un dimanche. Autrement dit, il comporte un nombre de jours qui est un multiple de sept. Dans le calendrier grégorien, seul le mois de février lors d'années communes peut correspondre à cette définition.

## Définition
Un mois parfait est un mois de l'année dont le premier jour correspond au premier jour de la semaine et qui n'est composé que de semaines entières. Un mois parfait termine donc un dimanche et contient un nombre de jours multiple de 7.

## Calendrier grégorien
Dans le calendrier grégorien, seul février est capable de correspondre à cette définition. En effet, il s'agit du seul mois dont le nombre de jour est un multiple de 7, les autres mois possédant 30 ou 31 jours. Lors d'une année bissextile, le mois de février compte 29 jours et ne peut donc pas être parfait. Pour cette raison, les mois parfaits apparaissent avec une fréquence de six ans, puis de onze ans plus tard, puis encore onze ans après. Quand une année séculaire n'est pas bissextile, alors l'écart entre trois années avec un mois parfait reste de six ans. Une telle situation n'est pas rare, et environ une année sur neuf contient un mois parfait.

## Autres calendriers
Dans d'autres calendriers, il a été possible de trouver des mois commençant par le premier et terminant par le dernier jour de la semaine, bien que celle-ci ne dure pas forcément sept jours.
Le calendrier fixe proposé par Auguste Comte en 1849 contient 13 mois de 28 jours chacun, avec un jour supplémentaire à la fin de l'année et un autre après juin pour les années bissextiles, nommé « calendrier positiviste ». Au XXe siècle, Moses B. Cotsworth (en) nomme « Sol » le treizième mois, inséré entre juin et juillet. De même, dans le calendrier mésoaméricain, une semaine était composée de 5 jours et chaque mois comprenait 20 jours, permettant d'avoir exactement quatre semaines par mois. Le calendrier républicain abandonne la semaine au profit de la décade (10 jours) et les mois duraient trois décades, et le calendrier de l'Égypte antique découpait également ses mois selon trois décades.
Dans leur calendrier (en), les Chibchas utilisaient des mois de 30 jours. Gonzalo Jiménez de Quesada y décèle trois semaines exactement, Pedro Simón (en) penche plutôt pour deux semaines, alors que José Domingo Duquesne (en) et Javier Ocampo López (en) optent pour dix semaines de trois jours. Dans ces trois cas, les semaines sont exactement comprises dans le mois. Manuel Arturo Izquierdo Peña (en) estime que le concept de semaine était étranger à cette civilisation.